# Max Chilton
Max Chilton, född 21 april 1991 i Reigate, England, är en brittisk racerförare.

## Racingkarriär
Chiltons äldre bror Tom Chilton är också racerförare och Max Chilton följde i broderns fotspår. Efter en framgångsrik kartingkarriär gjorde Chilton sin debut i Formel 3, samma dag som han fyllde sexton år, på Donington Park i det Brittiska F3-mästerskapet 2007. Han tog inga poäng den första säsongen, men blev tia i mästerskapet 2008. År 2009 skrev Chilton kontrakt med Carlin Motorsport och han var en av favoriterna innan säsongen.